# Springfield College
Lo Springfield College è un college privato statunitense, con sede a Springfield, in Massachusetts.

## Storia
Fondato nel 1885 come dipartimento YMCA della School for Christian Workers, nel 1890 divenne indipendente e assunse la denominazione International Young Men's Christian Association Training School. Nel 1912 divenne International YMCA College e nel 1954 assunse l'attuale nome. Il college nacque inizialmente con l'obiettivo di formare gli studenti alla professione di dirigente degli YMCA.
Lo Springfield College è noto per essere stato il luogo dove James Naismith, all'epoca insegnante del dipartimento di educazione fisica guidato da Luther Gulick, inventò la pallacanestro nel 1891.